# Otto Bauer (Politiker, 1897)
Otto Bauer (* 16. April 1897 in Wien, Österreich-Ungarn; † 10. August 1986 in Prägraten am Großvenediger) war ein österreichischer religiöser Sozialist.
Er war Mitbegründer und Vorsitzender des Bundes Religiöser Sozialisten in der Zeit der Ersten Republik Österreich, Mitglied der Sozialdemokratischen Arbeiterpartei Österreichs (SDAPÖ), Revolutionärer Sozialist und Mitglied der Auslandsvertretung der österreichischen Sozialisten (AVOES). Um Verwechslungen mit seinem Namensvetter, dem Austromarxisten Otto Bauer, zu vermeiden, wurde er der „kleine“ Otto Bauer genannt.

## Leben

### Kindheit und Jugend
Otto Bauer war ein Sohn des Metallschleifers Adolf Riedl und der Näherin Maria Bauer. Da sein Vater zum Zeitpunkt der Geburt des Kindes den Militärdienst noch nicht absolviert hatte und dieser in der k.u.k. Monarchie die notwendige Bedingung für eine gültige Ehe war, kam Otto Bauer als außereheliches Kind zur Welt und erhielt den Familiennamen seiner Mutter. Im darauffolgenden Jahr erblickte seine jüngere Schwester das Licht der Welt. Nach dem Tod der Mutter, die 1900 an Brustkrebs verstarb, zogen die Hinterbliebenen ins Haus der Großeltern väterlicherseits. Wenig später vermählte sich Adolf Riedl, Otto Bauers Vater, mit Amalia Bauer, einer Schwester seiner verstorbenen Lebensgefährtin Maria Bauer. Nach dem Besuch der Volks-  und Bürgerschule arbeitete Otto Bauer als Verkäufer in einem Damenkonfektionsgeschäft. Im 15. Lebensjahr trat er dem  Verband der christlichen Jugend Österreichs bei, eine Organisation, die 1905 vom Publizisten und Sozialreformer Anton Orel gegründet wurde.
Zwischen 1915 und 1918 war er in einem Munitionslager in Wöllersdorf stationiert. Anlässlich eines Streiks der Industriearbeiter kam Bauer erstmals mit der Sozialdemokratie in Berührung. Bei den Wahlen für den Arbeiter- und Soldatenrat im November 1918 wurde Bauer – obwohl zu diesem Zeitpunkt noch kein Parteimitglied – in die Vertretung der zivilen Arbeiter, Angestellten und Soldaten gewählt und übte dieses Mandat bis zu seiner Rückkehr nach Wien (1919) aus. Noch im selben Jahr vermählte sich Bauer mit seiner Verlobten Rosa Freiss, aus deren Ehe in Folge die Kinder Leopoldine, Rosa-Maria, Stefanie und Otto jun. hervorgingen.

### 1919–1926: Nachkriegsjahre
In diesen Jahren arbeitete Otto Bauer als Ätzer in einer Fabrik für chemische Gravuren und Metallarbeiten. Gemeinsam mit seinem Freund, dem Lehrer und Kirchenmusiker Wilhelm Frank, gründete Bauer den so genannten „Vogelsang-Bund“, eine Organisation für die erwachsenen Mitglieder aus dem Kreis rund um Anton Orel. 1923 begann Anton Orel, Kontakte zur katholischen Jugendbewegung in Deutschland zu knüpfen. In diesem Zusammenhang wurden Heinrich Mertens und Willi Hammelrath nach Wien eingeladen. Dabei berichteten Mertens und Hammelrath immer wieder über die Situation der Arbeiterbewegung in Deutschland, vor allem aber über die in Deutschland bereits seit Jahren bestehende Bewegung des religiösen Sozialismus. Beeindruckt von diesen Erzählungen und inspiriert durch die Lektüre des Buches „Sankt Sebastian vom Wedding“ von Franz Herwig, beschloss Bauer, gemeinsam mit einigen Gleichgesinnten im Oktober 1926 eine religiös-sozialistische Organisation in Österreich zu gründen, die ihrem Selbstverständnis nach interkonfessionell und interreligiös ausgerichtet und innerhalb der SDAP angesiedelt werden soll. Noch im selben Jahr, während des Linzer Parteitages wurde der Bund Religiöser Sozialisten (Österreichs) als Kulturkreis in die Partei aufgenommen.

### 1926–1934: Der „Bund Religiöser Sozialisten (BRS)“
Die offizielle Vereinsregistrierung des BRS erfolgte im Jänner 1927: Von 1927 bis zur Aufhebung und dem Verbot der Sozialdemokratie durch das austrofaschistische Regime im Zuge der Februarkämpfe 1934 war Otto Bauer Vorsitzender des Bundes. Zudem war er Chefredakteur des „Menschheitskämpfer“, dem offiziellen Medium des BRS. In diesen Jahren engagierte sich Bauer für die Belange der Arbeiter- und Bauernschaft in Österreich. Im „Menschheitskämpfer“ bezog er zu unterschiedlichen religiösen, gesellschaftlichen, politischen und wirtschaftlichen Themen der damaligen Zeit Stellung. Stets war ihm die Vermittlung zwischen Sozialdemokratie und der katholischen Kirche in Österreich ein Anliegen: Im Auftrag des BRS traf er den Wiener Erzbischof Friedrich Kardinal Gustav Piffl und seinen Nachfolger Theodor Kardinal Innitzer, motivierte diese zu einer Stellungnahme zur sozialen Frage und kritisierte – auch öffentlich durch diverse Artikel im „Menschheitskämpfer“ – die Verquickung der katholischen Kirche Österreichs mit der christlichsozialen Partei. In diesen Jahren organisierte der BRS diverse Tagungen über religiöse und gesellschaftspolitische Fragestellungen: Vom 7. bis zum 9. Juni 1930 fand in der niederösterreichischen Stadt Berndorf die Pfingsttagung der religiösen Sozialisten statt, wo die Programmschrift des BRS, das so genannte „Berndorfer Programm“, verabschiedet wurde.
Im darauffolgenden Jahr (1931) wurde von Papst Pius XI. die Sozialenzyklika Quadragesimo anno promulgiert, in der die Unvereinbarkeitsthese von Christentum und Sozialismus bekräftigt wurde. Diesbezüglich wurden von Bauer mehrere Artikel im „Menschheitskämpfer“ veröffentlicht. Bauers Standpunkt hinsichtlich der Enzyklika kann dahingehend bestimmt werden, dass er in dieser keine Verurteilung des gesamten Sozialismus sah, schon gar nicht ein solcher, wie er im „Berndorfer Programm“ vom BRS verstanden wird.
Als sich die politische Lage in Österreich allmählich verschärfte, bezog Bauer auch diesbezüglich immer wieder Stellung. Aufgrund des regierungskritischen Artikels „Der Austrofaschismus und Quadragesimo anno“ wurde im Oktober 1933 der „Menschheitskämpfer“ beschlagnahmt; es kam jedoch zu keiner weiteren Klage. Nach dem Erscheinen der letzten Nummer des „Menschheitskämpfer“ im Jänner 1934 wurde der BRS noch vor Ausbruch der Februarkämpfe als erste Kulturorganisation der SDAP durch das faschistische Regime aufgehoben und verboten.

### 1934–1938: Jahre im Untergrund
Von 1934 bis 1938 war Bauer unter den Decknamen „Weis“ und „Herbst“ Mitglied der illegalen Partei der Revolutionären Sozialisten Österreichs. Er wurde zweimal inhaftiert, doch mangels an Beweisen jeweils nach wenigen Tagen freigelassen. Anfang Februar 1936 tätigte er eine Reise nach Prag, wo er im Auftrag der illegalen Partei den tschechoslowakischen Präsidenten Edvard Beneš und Außenminister Kamil Krofta über die Lage in Österreich informierte.

### 1938–1940: Exil und Emigration
Wenige Wochen nach dem Einmarsch Hitlers und der Annexion Österreichs an das Deutsche Reich flüchtete die Familie Bauer ins Exil. Die Flucht wurde von Muriel Gardiner Buttinger und Joseph Buttinger arrangiert. Die Familie fuhr mit der Eisenbahn von Wien über Tarvis nach Venedig und Mailand, von wo aus sie die Freunde Leonhard und seine Ehefrau Clara Ragaz in Zürich erreichten. Während die restlichen Familienmitglieder bis 1939 in Zürich lebten, zog Bauer noch 1938 nach Paris, wo inzwischen die AVOES von Brünn übersiedelt war. Nach dem Einmarsch der deutschen Truppen übersiedelte die AVOES und mit dieser die Familie Bauer nach Montauban. Im September 1940 emigrierte Otto Bauer mit seiner Familie in die USA.

### 1940–1945
In den USA angekommen, zog die Familie Bauer vorerst ins Scattergood Hostel, ein von Quäkern geführtes Heim für europäische Flüchtlinge im Bundesstaat Iowa. Während die Kinder bei Pflegefamilien untergebracht waren, arbeiteten die Eltern auf den Feldern des Hostels, bis sie schließlich 1941 eine Wohnung in New York City bezogen. Otto Bauer trat am 8. Dezember 1941, am Tag des Eintrittes der Vereinigten Staaten in den Zweiten Weltkrieg, aufgrund von Meinungsverschiedenheiten aus der AVOES aus und legte somit all seine politischen Ämter ab.

### 1945–1986
Bis zu seinem Ruhestand im Jahre 1968 arbeitete Bauer als Bibliothekar der Buttinger Library in Manhattan, einer sozialpolitischen Bibliothek, die von seinem Freund Joseph Buttinger gestiftet wurde und 1971 an die Universität Klagenfurt überging. Ab seinem Exil kehrte Otto Bauer nur mehr urlaubsbedingt nach Österreich zurück und verstarb am 10. August 1986 während eines Kuraufenthaltes in Osttirol an Herzversagen.
Sein Nachlass befindet sich teils in Privatbesitz, teils im Archiv des Vereins für Geschichte der Arbeiterbewegung in Wien. Seine Schriften sind Gegenstand eines vom Fonds zur Förderung der wissenschaftlichen Forschung (FWF) geförderten Projektes (Otto Bauer: Vom religiösen Sozialismus zum apokalyptischen Denken), das an der Katholisch-Theologischen Fakultät der Universität Innsbruck und am Institut für Philosophie der Universität Wien angesiedelt ist.

## Schriften
- über 100 Artikel (1926–1934) im „Menschheitskämpfer“, der Zeitschrift des Bundes Religiöser Sozialisten in Österreich: Repositorium der Universität Innsbruck
- mit Leonhard Ragaz: Neuer Himmel und neue Erde! Ein religiös-sozialer Aufruf. Zürich 1938.
- Bauer, Otto (2021): Menschheitskämpfer (Otto Bauer – Ausgewählte Schriften 1). Hg. von Cornelius Zehetner. Neuhofen an der Ybbs: ZEUYS BOOKS. Otto Bauer im Zeuys Verlag
- Bauer, Otto (2022): Der politische Kampf der religiösen Sozialisten Österreichs (Otto Bauer – Ausgewählte Schriften 2). Hg. von Wolfgang Palaver und Cornelius Zehetner. Neuhofen an der Ybbs: ZEUYS BOOKS. Otto Bauer im Zeuys Verlag
- Bauer, Otto (2023): Stammbuch – Geistliches Tagebuch (Otto Bauer – Ausgewählte Schriften 3). Hg. von Josef Giefing, Wolfgang Palaver und Cornelius Zehetner. Neuhofen an der Ybbs: ZEUYS BOOKS. Otto Bauer im Zeuys Verlag